# Oggiono
Oggiono is een gemeente in de Italiaanse provincie Lecco (regio Lombardije) en telt 8194 inwoners (31-12-2004). De oppervlakte bedraagt 7,9 km², de bevolkingsdichtheid is 1023,16 inwoners per km².
De volgende frazioni maken deel uit van de gemeente: Bagnolo, Imberido, Laguccio, Miravalle en Peslago.

## Demografie
Oggiono telt ongeveer 3276 huishoudens. Het aantal inwoners steeg in de periode 1991-2001 met 8,5% volgens cijfers uit de tienjaarlijkse volkstellingen van ISTAT.
| Jaar | Inwoneraantal |
| ---- | ------------- |
| 1991 | 7334          |
| 2001 | 7960          |

## Geografie
De gemeente ligt op ongeveer 268 m boven zeeniveau.
Oggiono grenst aan de volgende gemeenten: Annone di Brianza, Dolzago, Ello, Galbiate, Molteno en Sirone.

## Galerij

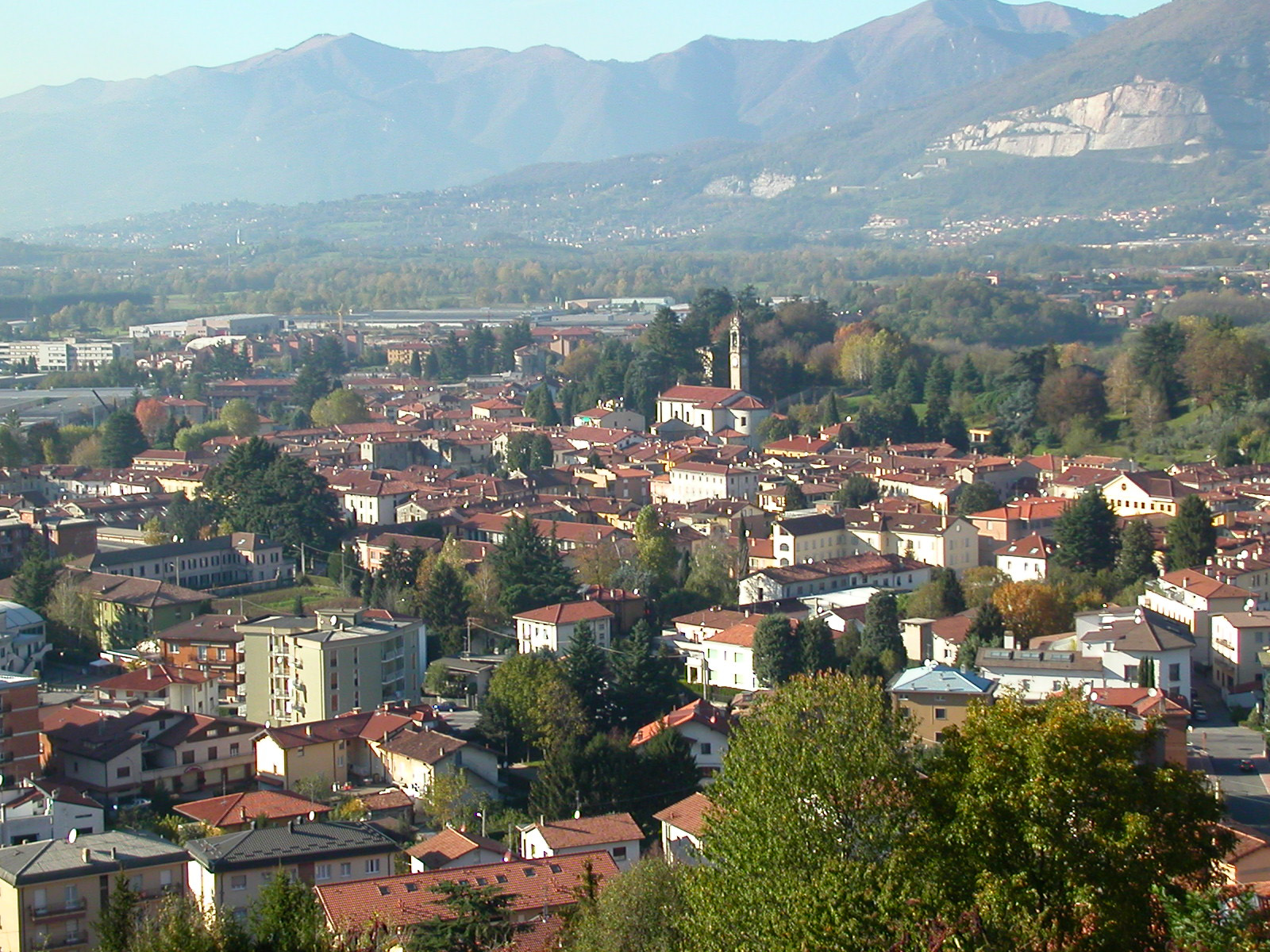
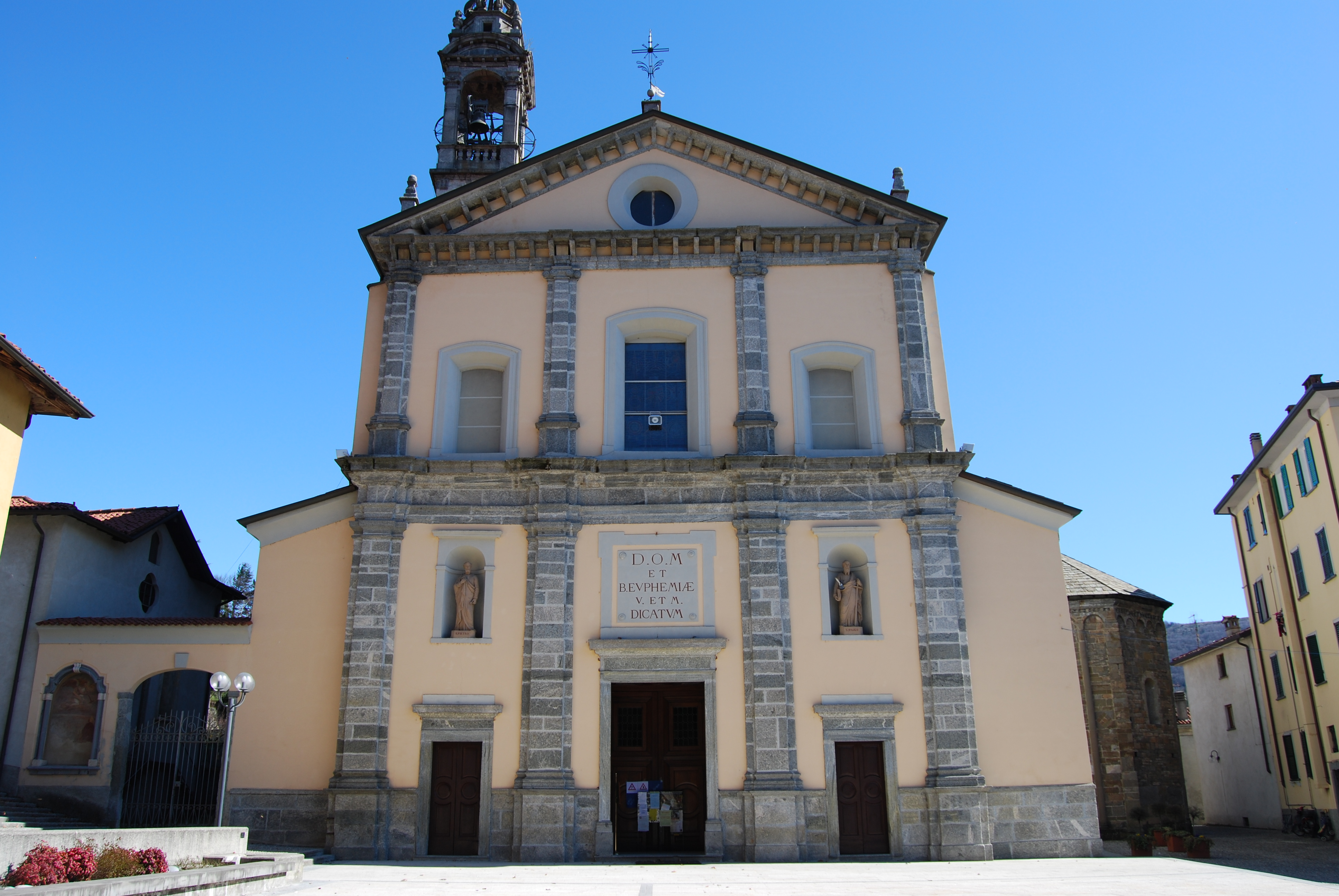
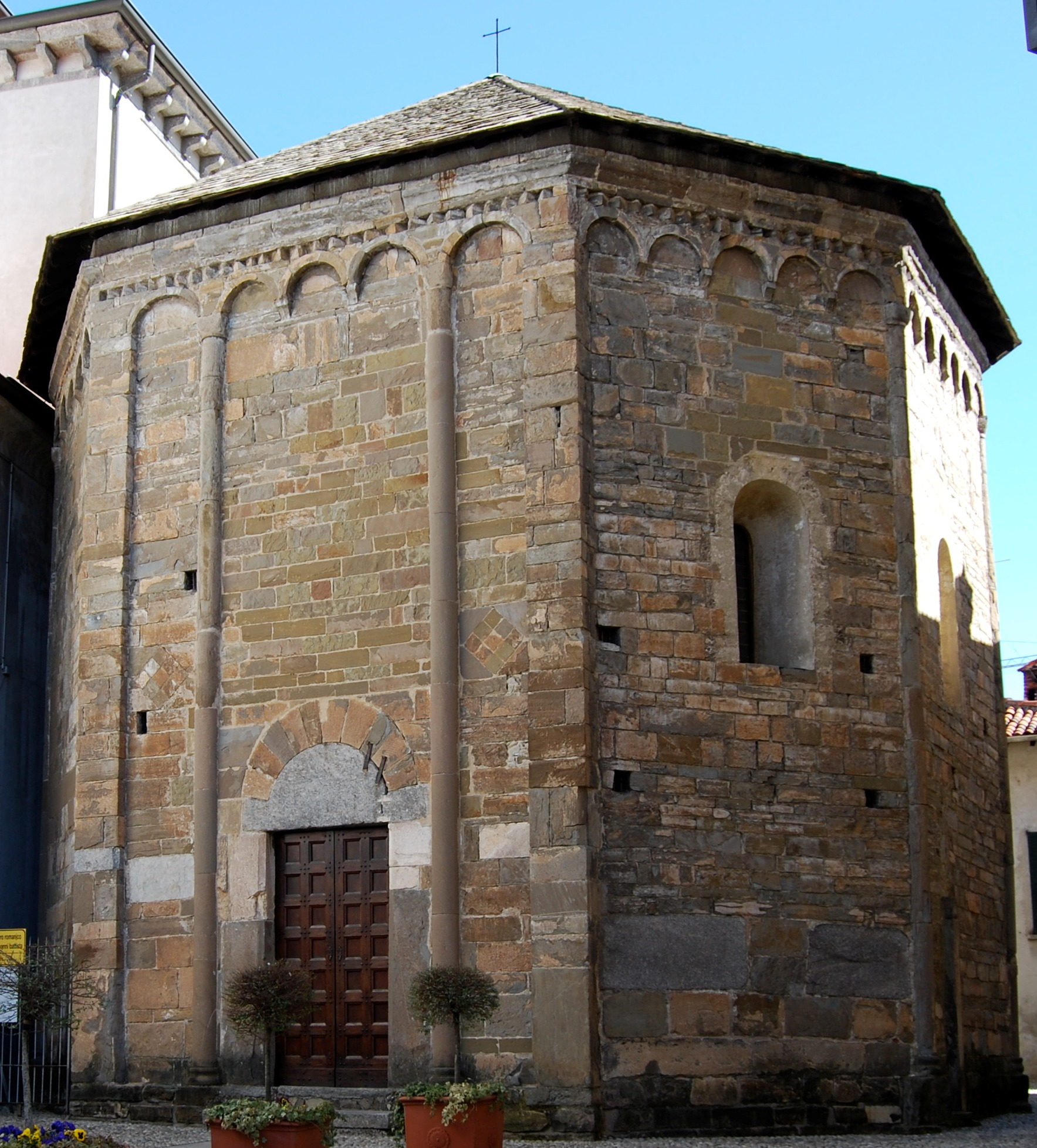
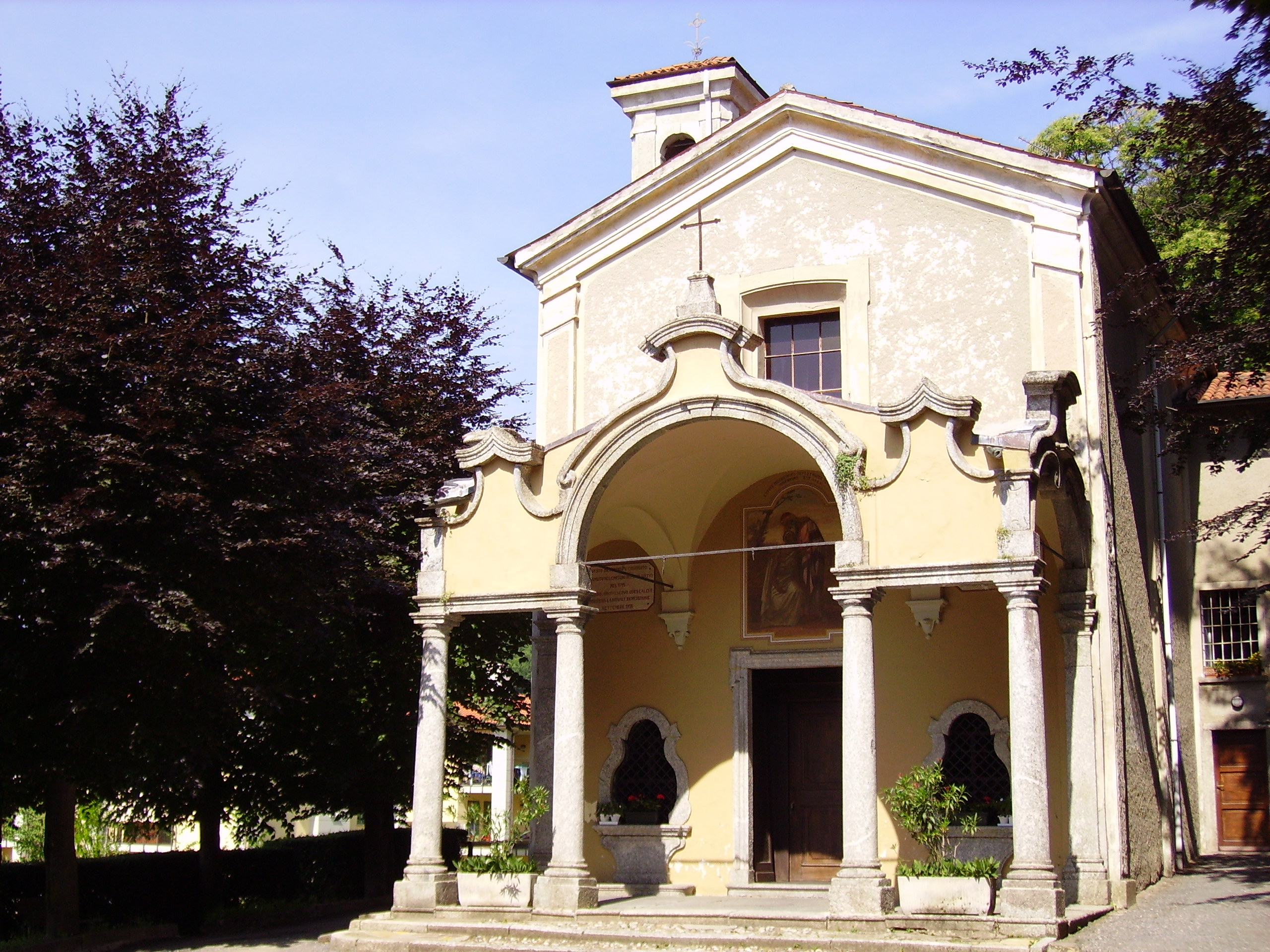
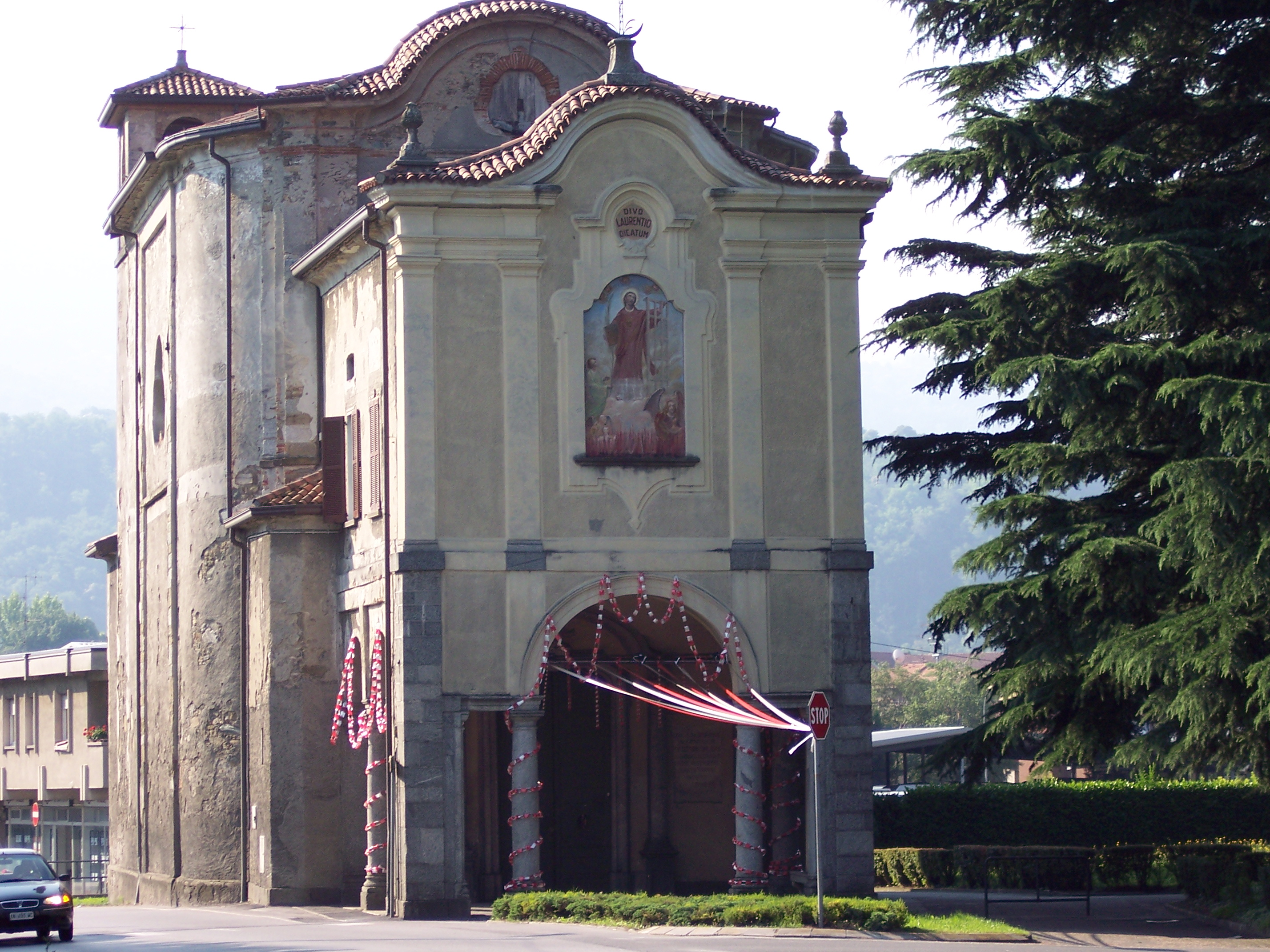
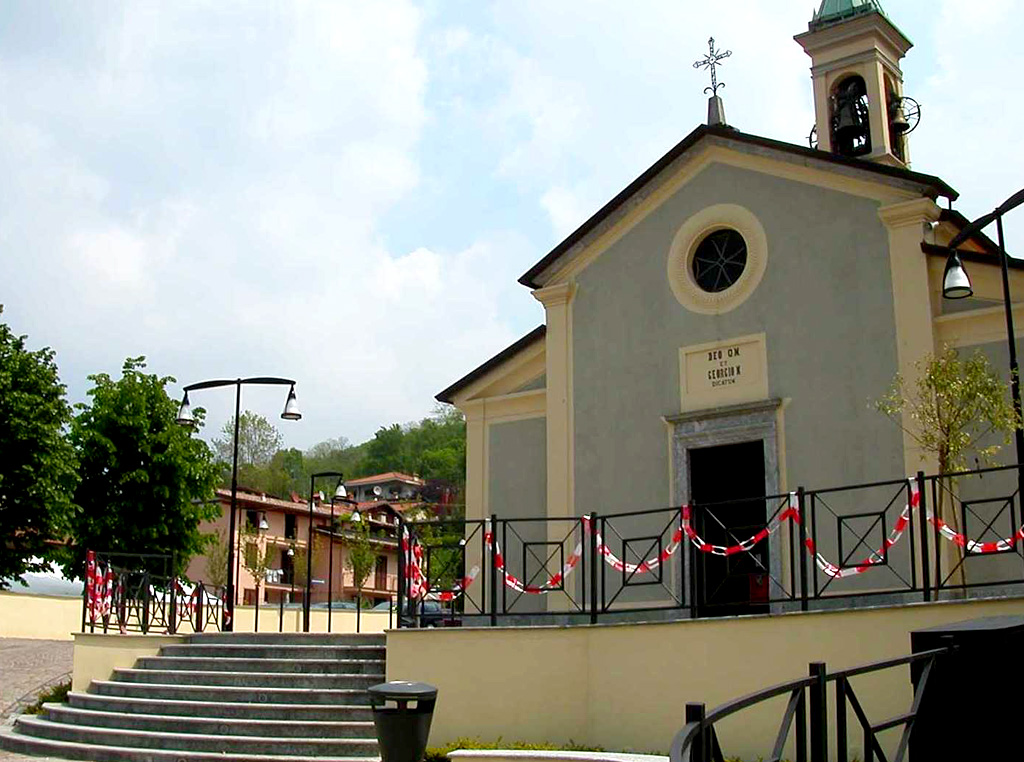